# Marek Żylicz

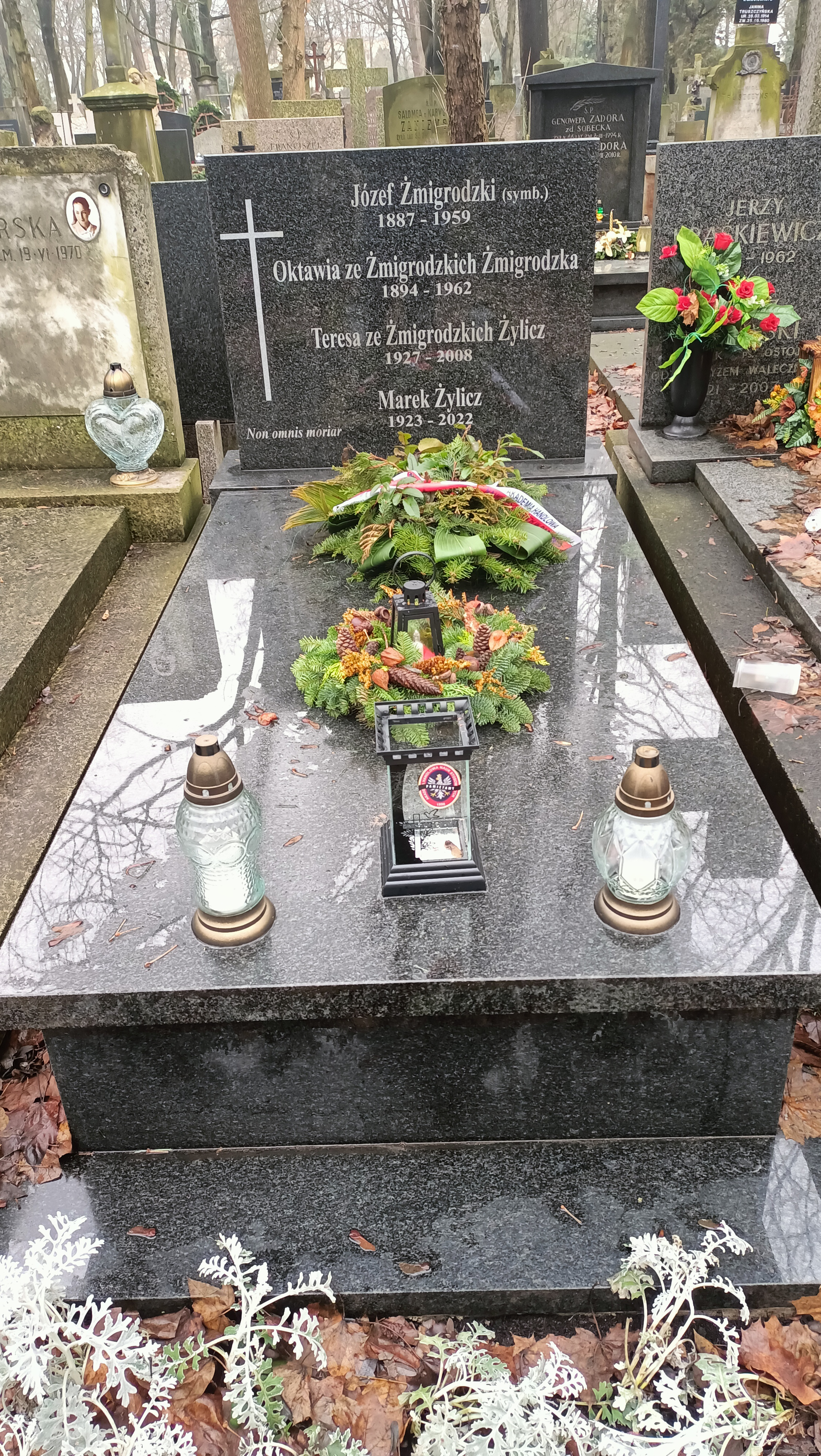
Grób Marka Żylicza na cmentarzu Powązkowskim w Warszawie

Marek Roger Żylicz (ur. 5 lipca 1923 w Górze Pomorskiej, zm. 9 sierpnia 2022 w Warszawie) – polski prawnik, doktor habilitowany nauk prawnych, specjalista w zakresie prawa lotniczego i prawa międzynarodowego.

## Życiorys
Praprawnuk Feliksa Franciszka Łubieńskiego, urodził się w rodzinie Ignacego Żylicza h. Lubicz (1895–1968) i Barbary Marii Urszuli z Cichowskich h. Wąż (1900–1970). Brat Teresy (1924–2006), żony Leona Bornusa, Anny po mężu Hołły (1925–1996), Andrzeja (ur. 1928) i Jana. Jego bratankami są Piotr Olaf i Maciej. W latach 1935–1939 uczęszczał do gimnazjum im. Króla Jana III Sobieskiego w Wejherowie. 
W czasie II wojny światowej mieszkał w Lubelskiem, zdał maturę przed konspiracyjną komisją, zarabiał udzielając korepetycji. 
Studia prawnicze ukończył w 1947 na Wydziale Prawa Katolickiego Uniwersytetu Lubelskiego. Studiował także w Instytucie Prawa Lotniczego i Zagadnień Gospodarczych Lotnictwa na Wydziale Prawa i Administracji Uniwersytetu Warszawskiego, gdzie w 1964 obronił pracę doktorską pt. „Położenie prawne statku powietrznego”. Habilitował się w 1972 na podstawie oceny dorobku naukowego i rozprawy „Międzynarodowy obrót lotniczy”. Pracownik naukowy i wykładowca Wydziału Prawa i Administracji Uniwersytetu Warszawskiego, w Szkole Głównej Planowania i Statystyki oraz w Wyższej Szkole Handlowej w Radomiu. 
Od 1948 pracował w Polskich Liniach Lotniczych LOT, natomiast od 1977 w jednostkach administracji lotnictwa cywilnego. Członek Komisji Badania Wypadków Lotniczych Lotnictwa Państwowego (tzw. komisji Jerzego Millera) powołanej do zbadania przyczyn katastrofy polskiego Tu-154 w Smoleńsku. Wielokrotnie pracował jako ekspert w toku prac nad nowymi przepisami krajowymi dotyczącymi lotnictwa oraz reprezentował Polskę w negocjacjach międzynarodowych w tym zakresie (m.in. przed ICAO oraz IATA). W 2015 Polski Klub Lotniczy w uznaniu zasług dla tworzenia formalno-prawnych podstaw rozwoju lotnictwa cywilnego w Polsce i w świecie przyznał prof. dr hab. Markowi Żyliczowi tytuł Honorowego Członka Stowarzyszenia.       
W 1950 ożenił się z Teresą Marią ze Żmigrodzkich h. Śreniawa (1927–2008), z którą miał syna Tomasza (ur. 1951) i córkę Marię po mężu Segal (ur. 1958). 
Zmarł w Warszawie, pochowany 19 sierpnia 2022 na cmentarzu Powązkowskim w Warszawie (kwatera 267-2-26).

## Wybrane publikacje
- Transport w międzynarodowym obrocie osobowym. Zagadnienia wybrane, wyd. 1967, SGPiS.
- Międzynarodowe prawo komunikacyjne. Przewóz lotniczy, wyd. 1970, SGPiS.
- Międzynarodowe prawo komunikacyjne. Przewóz drogowy (współpraca: K. Miszewska), wyd. 1972, SGPiS.
- Międzynarodowy obrót lotniczy. Zagadnienia ekonomiczno-prawne, wyd. 1972.
- International Air Transport Law, wyd. 1992, ISBN 0-7923-1622-3.
- Prawo lotnicze. Międzynarodowe, europejskie i krajowe, wyd. 2002 (i kolejne), ISBN 83-7334-136-6.
- Wdrażanie zobowiązań międzynarodowych Polski w związku z członkostwem w Unii Europejskiej (red.), wyd. 2004, ISBN 83-921255-1-7.
- ponadto artykuły publikowane w czasopismach prawniczych, m.in. w „Palestrze” oraz „Państwie i Prawie”.

## Nagrody i wyróżnienia
- Nagroda European Air Law Association (2016)[5]